# 简照南佛堂
简照南佛堂，位于中国广东省佛山市禅城区祖庙大街文会里51号，为佛山市市级文物保护单位，类型为近现代重要史迹及代表性建筑，公布时间为1998年4月30日。
简照南佛堂的历史年代为民国。